# Tòa đặc biệt Tòa án Campuchia

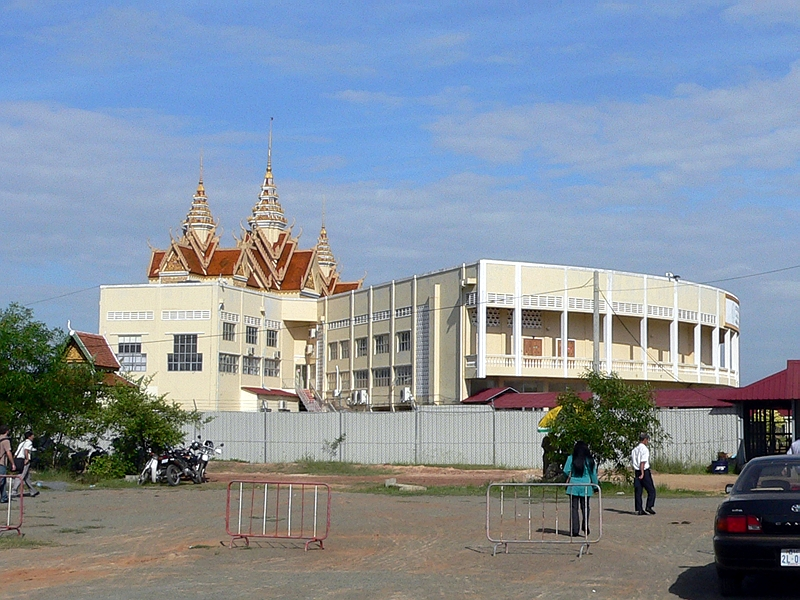
Trụ sở chính của Tòa đặc biệt

Tòa đặc biệt Tòa án Campuchia (tiếng Anh: Extraordinary Chambers in the Courts of Cambodia; tiếng Pháp: Chambres extraordinaires au sein des tribunaux cambodgiens, CETC; tiếng Khmer: អង្គជំនុំជម្រះវិសាមញ្ញក្នុjងតុលាការកម្ពុជា, angk chomnoumchomreah visaeamonhnh knong tolakar kampouchea), còn được gọi là Tòa án Khmer Đỏ (សាលាក្ដីខ្មែរក្រហម, salakdei khmero kraham), là một tòa án đặc biệt của Campuchia có nhiệm vụ xét xử những lãnh đạo cấp cao của Khmer Đỏ về những vi phạm luật quốc tế, tội ác nghiêm trọng trong cuộc diệt chủng Campuchia. Tuy là một tòa án quốc gia nhưng Tòa đặc biệt được thành lập trên cơ sở một hiệp định giữa chính phủ Campuchia và Liên Hợp Quốc và thực hiện quyền tư pháp độc lập với cả hai. Các thẩm phán của Tòa đặc biệt được bổ nhiệm từ người Campuchia và người nước ngoài, các nhân viên Tòa đặc biệt cũng là người Campuchia và người nước ngoài. Thẩm phán nước ngoài được mời tham gia xét xử để áp dụng tiêu chuẩn quốc tế.
Tòa đặc biệt có thẩm quyền xét xử về các vi phạm nghiêm trọng luật hình sự Campuchia, luật nhân đạo quốc tế và các công ước mà Campuchia là thành viên trong thời kỳ từ ngày 17 tháng 4 năm 1975 đến ngày 6 tháng 1 năm 1979, bao gồm tội ác chống lại loài người, tội ác chiến tranh và diệt chủng. Mục đích chính của Tòa đặc biệt là thực thi công lý cho nhân dân Campuchia, là nạn nhân của chế độ Khmer Đỏ từ tháng 4 năm 1975 đến tháng 1 năm 1979. Ngoài ra, Tòa đặc biệt cũng giúp đỡ các nạn nhân và vận động, tuyên truyền để giáo dục nhân dân Campuchia về những tội ác của Khmer Đỏ.

## Các hội đồng xét xử

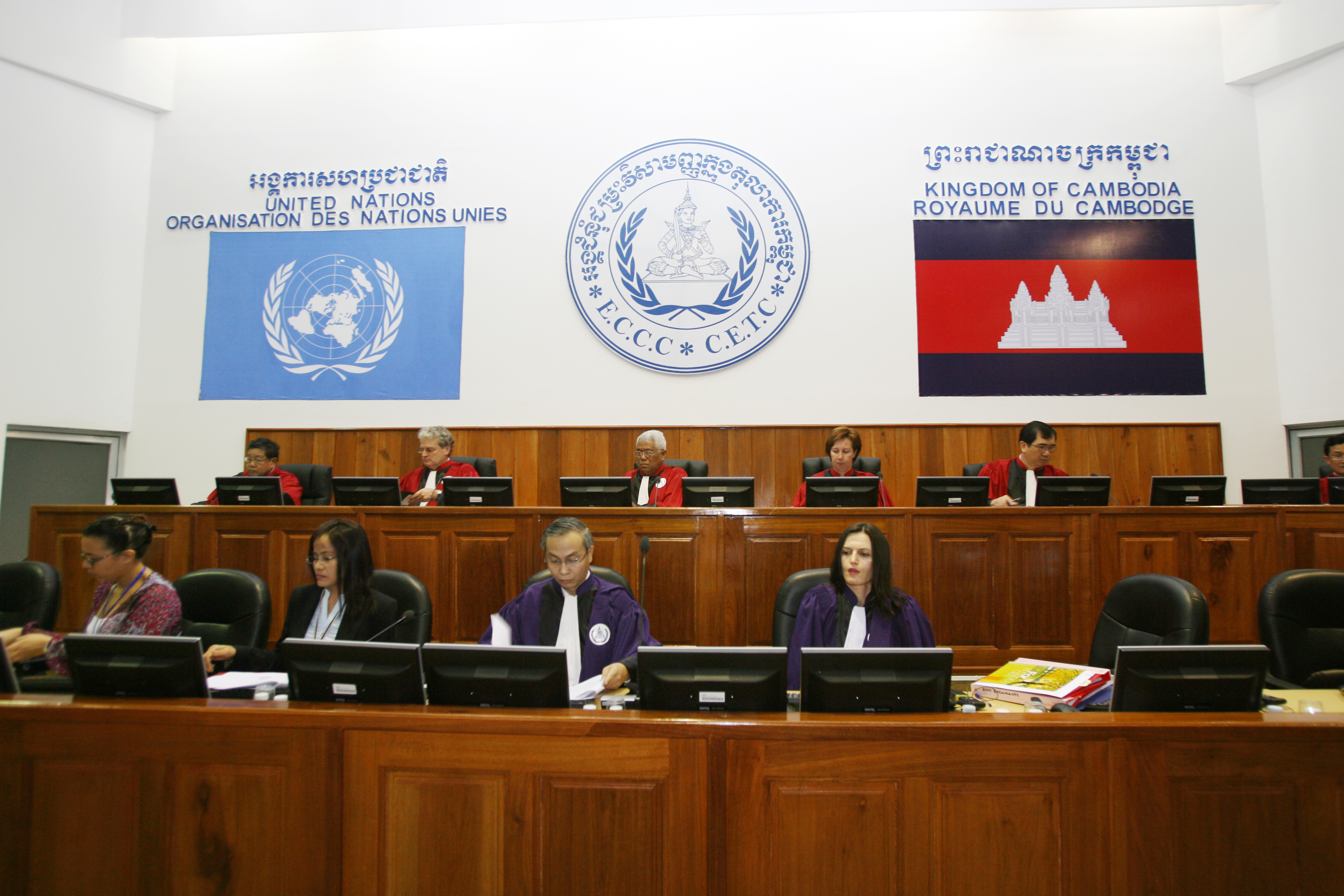
Phiên điều trần tạm giam của Ieng Sary ngày 11 tháng 2 năm 2010

### Ban Hỗ trợ Nạn nhân

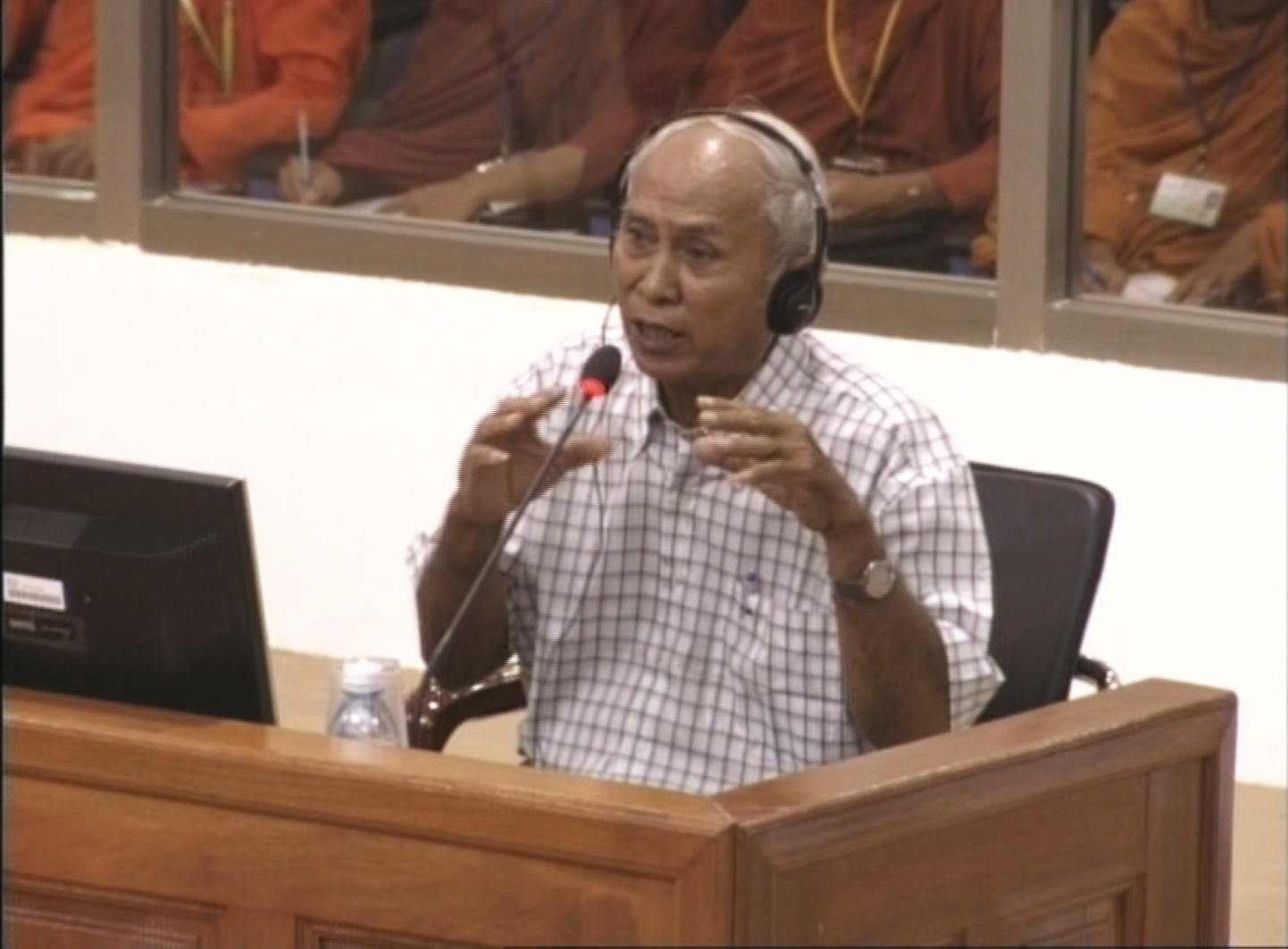
Chum Mey là một trong chỉ bảy người sống sót bị Khmer Đỏ cầm tù ở Trại Tuol Sleng S-21.

### Kang Kek lew

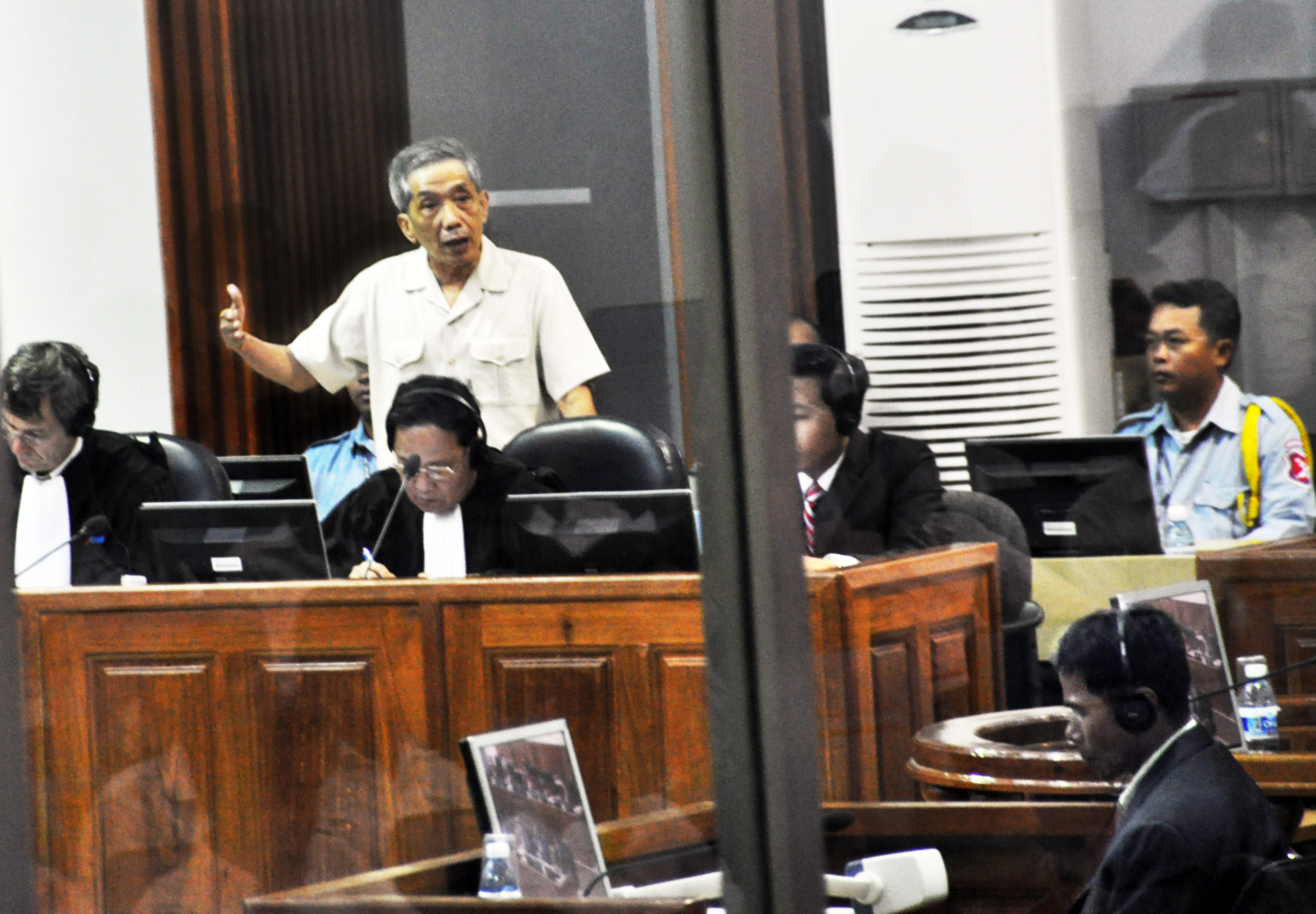
Kang Kek Iew tại Tòa đặc biệt vào ngày 20 tháng 7 năm 2009

### Nuon Chea

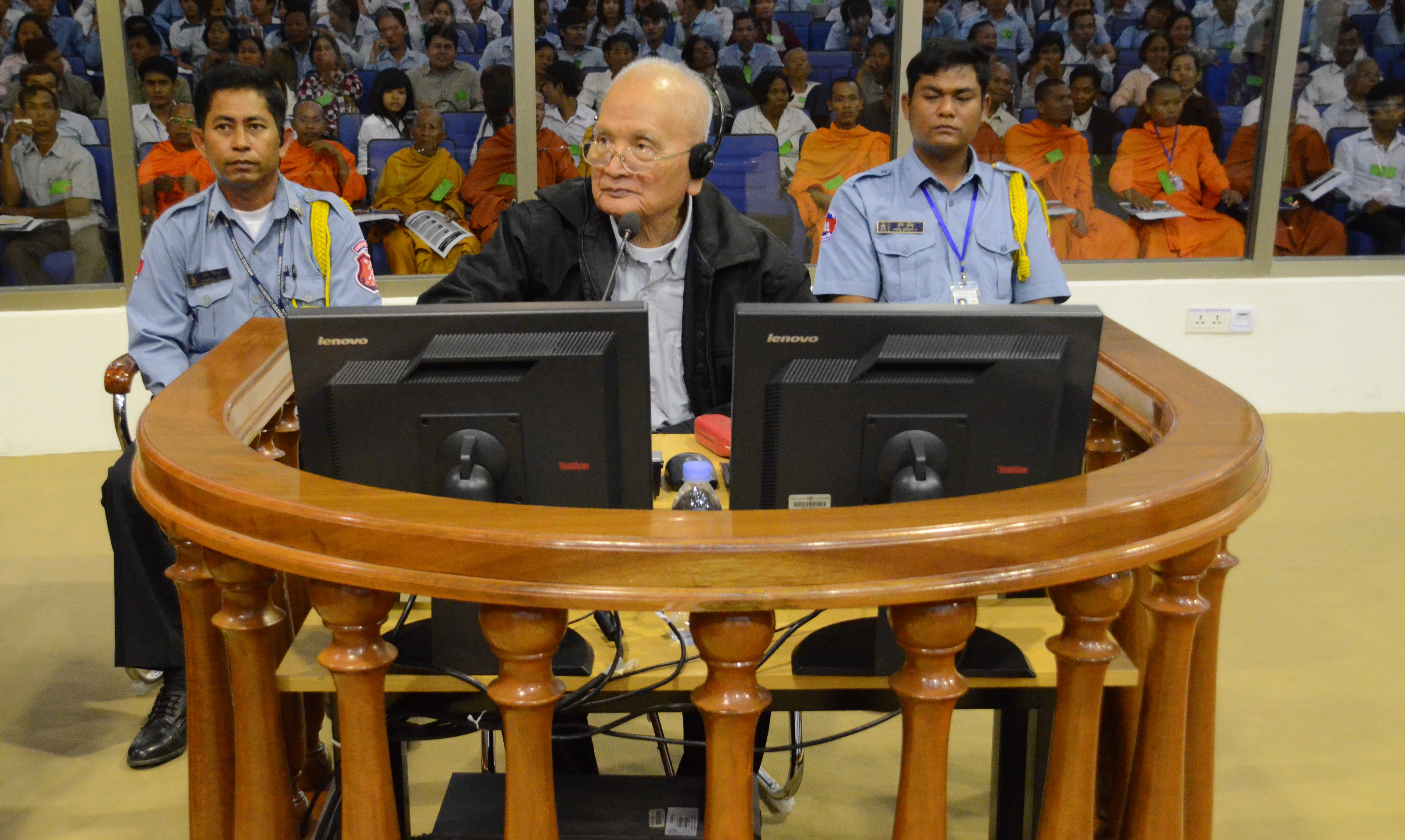
Nuon Chea tại Tòa đặc biệt vào ngày 5 tháng 12 năm 2011

### Ieng Sary

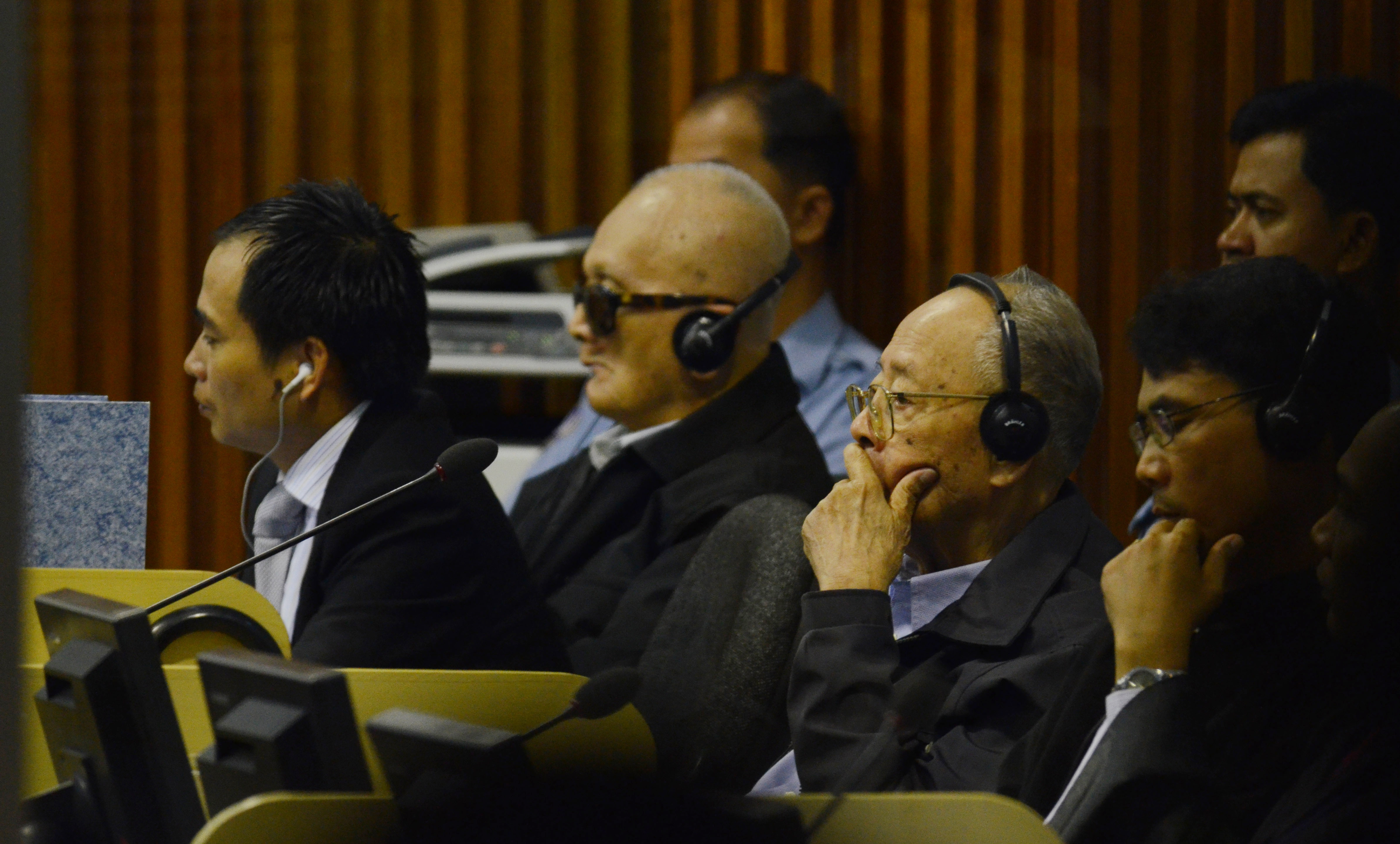
Nuon Chea và Ieng Sary trong ngày thứ ba của phiên sơ bộ về khả năng ra tòa, 31 tháng 8 năm 2011

### Ieng Thirith

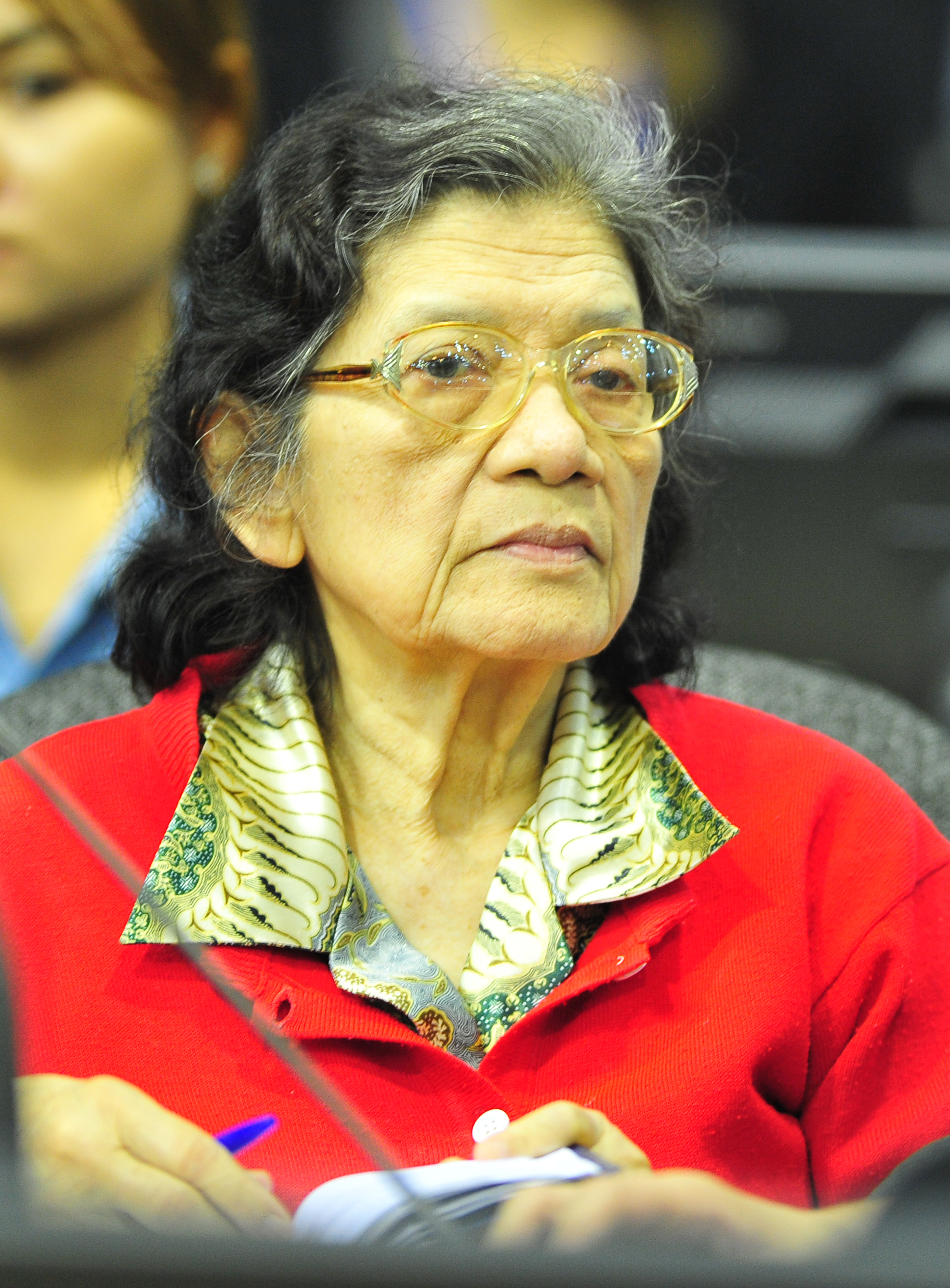
Ieng Thirith hầu tòa vào năm 2011

### Khieu Samphan

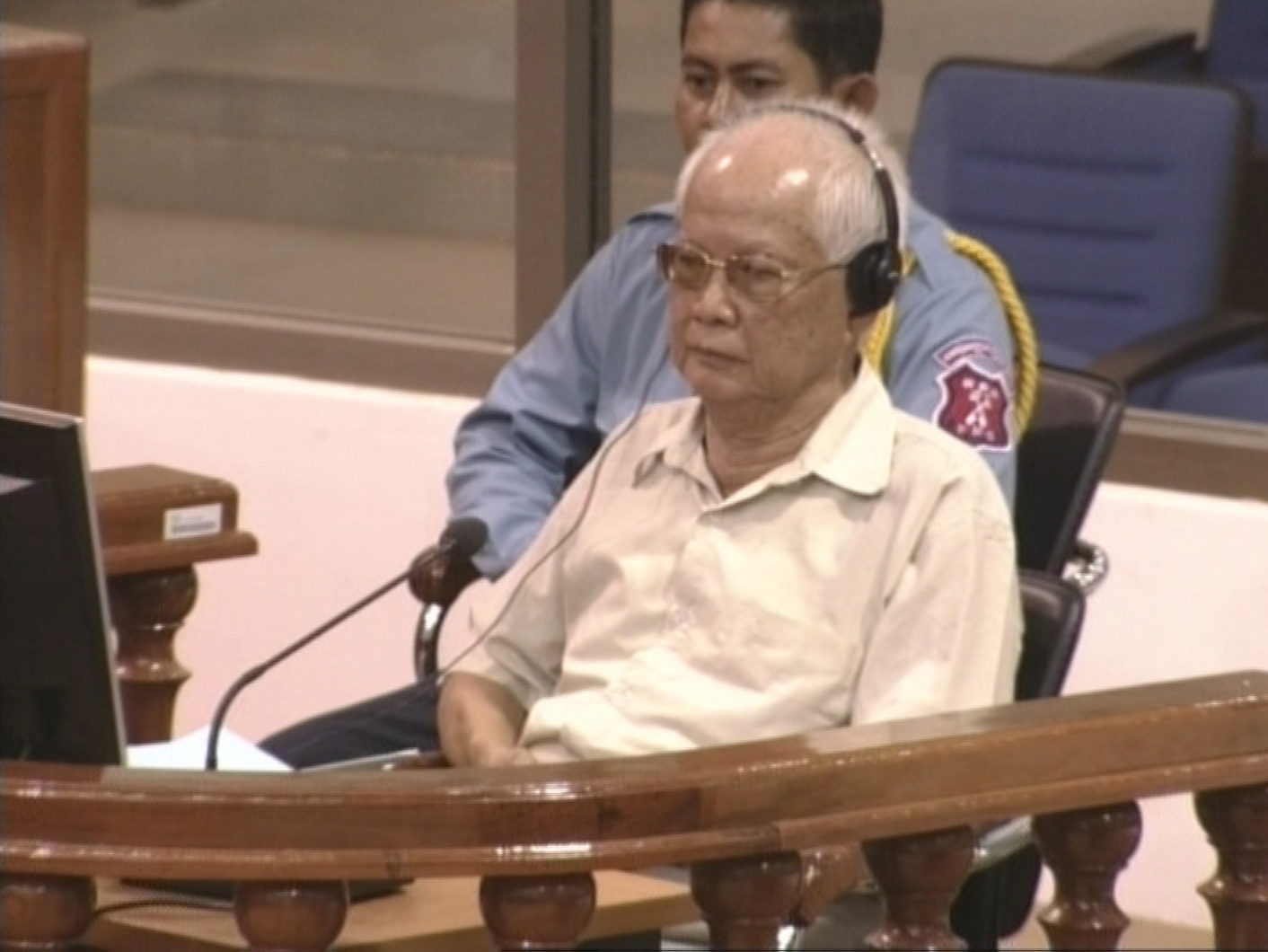
Khieu Samphan trước tòa tháng 7 năm 2009

## Phản ứng tại Campuchia

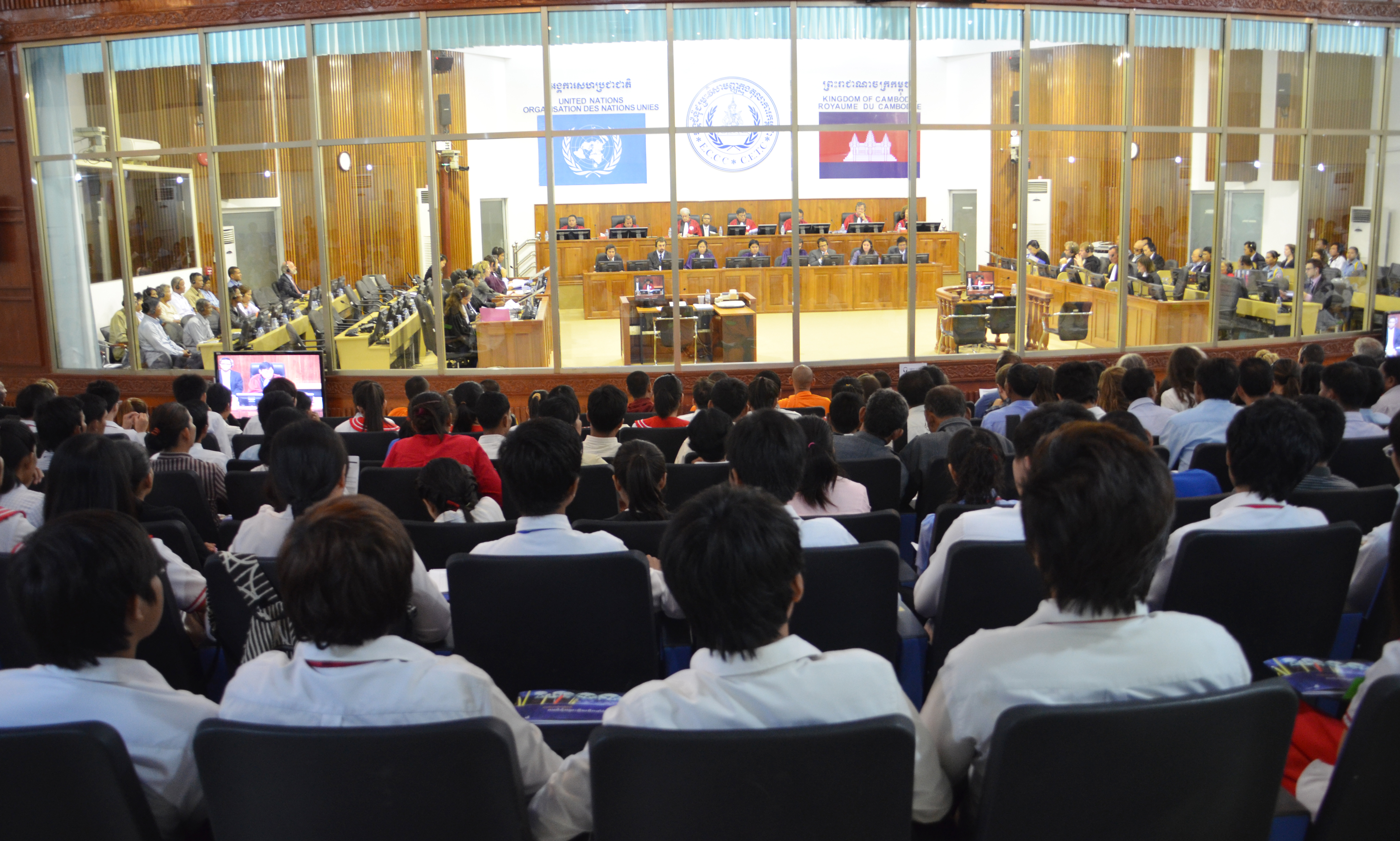
Phòng quan sát phiên tòa, 29 tháng 8 năm 2013